# Библиотечно дело
„Библиотечното дело“ касае организацията на библиотеките и принципите на управление. Повечето библиотеки разполагат с материали, подредени в определен ред според система за библиотечна класификация, така че елементите да могат да бъдат намирани бързо и колекциите да могат да бъдат преглеждани ефективноНякои библиотеки имат допълнителни галерии извън публичните, където се съхраняват референтни материали. Тези референтни хранилища може да не са отворени за всеки. Други изискват от посетителите да подадат „заявка“, когато е необходимо извличане на материали от затворените хранилища.

## Отдели
По-големите библиотеки често са разделени на отдели, обслужвани от професионални библиотекари:
- Заемна (или услуги за достъп) – обслужва потребителите по заемане/връщане и подреждане на материалите[2]
- Развитие на колекция – Поръчва материали и поддържа бюджети за материали.
- Справка – Персонал на реф. референтно бюро, което отговаря на въпроси от потребители (използвайки интервюта със структурирани справочници), инструктира потребители и разработва библиотечно програмиране. Справочниците могат да бъдат допълнително разбити по потребителски групи или материали; обичайните колекции са детска литература, литература за юноши и генеалогични материали.
- Технически услуги – Работи зад кулисите, каталогизирайки и обработвайки нови материали и отстранявайки плевени материали.
- Поддръжка на книгохранилищата – поставя отново материали, които са били върнати в библиотеката след използване от ползвателя, и съхранява на рафтове материали, които са обработени от техническите услуги. Поддръжката на хранилищата също гарантира че са в правилен ред според библиотечната класификация.

Основните задачи в управлението на библиотеката включват планиране на снабдяването, библиотечна класификация на придобитите материали, запазване на материали (особено редки и крехки архивни материали като ръкописи), отписване на материали, заемане на материали от читатели и разработване и администриране на библиотечни компютърни системиПо-дългосрочните проблеми включват планирането на изграждането на нови библиотеки или разширения на съществуващите, както и разработването и внедряването услуги за обхват и подобряване на четенето (като ограмотяване на възрастни и програмиране за деца). Библиотечните материали като книги, списания, периодични издания, компактдискове и т.н. се управляват от теорията за десетичната класификация на Дюи и усъвършенстваната Универсална десетична класификация (УДК).

## Стандартизация
Международната организация по стандартизация (ISO) публикува няколко стандарта относно управлението на библиотеки чрез своя Технически комитет 46 (TC 46),който се фокусира върху „библиотеки, центрове за документация и информация, издателска дейност, архиви, управление на записи, музейна документация, услуги за индексиране и рефериране и информация Следва частичен списък на някои от тях:
- ISO 2789:2006 Информация и документация – Международна библиотечна статистика
- ISO 11620:1998 Информация и документация – Индикатори за ефективност на библиотеките
- ISO 11799:2003 Информация и документация – Съхранение на документи изисквания за архивни и библиотечни материали
- ISO 14416:2003 Информация и документация – Изисквания за подвързване на книги, периодични издания, периодични издания и други документи на хартиен носител за използване в архиви и библиотеки – Методи и материали
- ISO/TR 20983:2003 Информация и документация – Индикатори за ефективност за електронни библиотечни услуги.